# Aphengium cupreum
Aphengium cupreum là một loài bọ cánh cứng trong họ Bọ hung (Scarabaeidae).